# Velika nagrada Albija 1948
Velika nagrada Albija 1948 je bila deseta dirka za Veliko nagrado v sezoni Velikih nagrad 1948. Odvijala se je 29. avgusta 1948 v mestu Albi. 

## Rezultati

### Dirka
| Poz | Dirkač              | Moštvo                | Dirkalnik         | Krogi | Čas/Odstop |
| --- | ------------------- | --------------------- | ----------------- | ----- | ---------- |
| 1   | Luigi Villoresi     | Scuderia Ambrosiana   | Maserati 4CLT     | 34    | 1:52:57.9  |
| 2   | Philippe Etançelin  | Ecurie France         | Talbot-Lago T26C  | 48    | + 1:42.2   |
| 3   | Louis Rosier        | Ecurie Tricolore      | Talbot-Lago T26C  | 33    | +1 krog    |
| 4   | Ferdinando Righetti | Privatnik             | Ferrari 166       | 32    | +2 kroga   |
| 5   | Eugene Chaboud      | Ecurie Gersac         | Delahaye 135CS    | 31    | +3 krogi   |
| 6   | Francisco Godia     | Privatnik             | Maserati 4CL      | 30    | +4 krogi   |
| 7   | Gianfranco Comotti  | Privatnik             | Talbot-Lago T26C  | 24    | +10 krogov |
| 8   | Pierre Levegh       | Ecurie Naphtra Course | Maserati 4CL      | 23    | +11 krogov |
| 9   | Raph                | Ecurie Naphtra Course | Talbot-Lago T26C  | 23    | +11 krogov |
| 10  | Louis Chiron        | Ecurie France         | Talbot-Lago T150C | 21    | +13 krogov |